# Igor Šoltes
Igor Šoltes (Ljubljana, 1964) és un advocat i polític eslovè. Šoltes va servir com a president del Tribunal de Comptes d'Eslovènia des de 2004 a 2013. El 2008 va rebre el seu doctorat per la Facultat de Ciències Socials de la Universitat de Ljubljana. El gener de 2014 Šoltes va ser vist com un possible candidat per a ministre de Sanitat; no obstant això, va decidir rebutjar l'oferta de la primera ministra Alenka Bratušek a causa de la falta de suport polític dins de la coalició.
Abans de les eleccions al Parlament Europeu de 2014, Šoltes va formar una llista amb el nom de Verjamem, que va obtenir el 10,45% dels vots, assegurant-se un escó al Parlament Europeu. Després de l'elecció, Šoltes va anunciar un pla per transformar la llista en un partit polític de ple dret en un congrés que va tenir lloc el 4 de juny de 2014 per concórrer a les eleccions parlamentàries de juliol de 2014. Després de rebre 6.800 vots en la votació parlamentària, va renunciar com a president de Verjamem.
Šoltes és el net del polític i economista iugoslau Edvard Kardelj.